# William H. Crawford
William Harris Crawford (ur. 24 lutego 1772 w hrabstwie Amherst, zm. 15 września 1834 w Elberton) – amerykański polityk, kandydat na prezydenta w 1824 roku.

## Życiorys
Urodził się 24 lutego 1772 w hrabstwie Amherst. Początkowo mieszkał z rodziną w Wirginii i Karolinie Południowej, a potem przeniósł się do Georgii. Ukończył studia prawnicze w Auguście i w 1799 roku rozpoczął prywatną praktykę w Lexington. Zaangażował się w politykę i w 1803 roku wygrał wybory do legislatury stanowej z ramienia Partii Demokratyczno-Republikańskiej. Cztery lata później, w wyniku śmierci Abrahama Baldwina, Crawford zajął wakujące miejsce w Senacie. W 1811 roku ponownie uzyskał mandat senatora, a w czasie kadencji popierał przygotowania do wojny z Wielką Brytanią i przedłużenie mandatu Pierwszego Banku Stanów Zjednoczonych. W 1812 roku, po śmierci wiceprezydenta George’a Clintona, został przewodniczącym pro tempore Senatu. Rok później prezydent James Madison mianował go ambasadorem USA we Francji.
W 1815 roku został odwołany z placówki dyplomatycznej, by wejść w skład gabinetu Stanów Zjednoczonych i objąć funkcję sekretarza wojny, a rok później – sekretarza skarbu. Członkiem rządu pozostał do końca kadencji Jamesa Monroego w 1825 roku. W wyborach prezydenckich w 1824 roku, dzięki poparciu ustępującego prezydenta, 1/3 kongresmanów demokratyczno-republikańskich rekomendowała Crawforda jako nominata na prezydenta. Ponieważ partia było głęboko podzielona, zgłoszono także trzy inne kandydatury: Johna Quincy’ego Adamsa, Andrew Jacksona i Henry’ego Claya. W głosowaniu powszechnym Crawford uzyskał niespełna 41 tysięcy głosów, co stanowiło czwarty wynik wśród kandydatów. W Kolegium Elektorskim zagłosowało na niego 41 elektorów. Jednakże, żaden z pozostałej trójki nie otrzymał wymaganej większości 131 głosów (Jackson – 99, Adams – 84, Clay – 37). Zgodnie z 12. poprawką do Konstytucji, decyzja wyboru przeszła na Izbę Reprezentantów, która wybierała prezydenta spośród trzech kandydatur z najwyższym wynikiem (głosując stanami). Crawford doznał udaru, co spowodowało, że stracił szanse na prezydenturę. Po zwycięstwie Adamsa, odrzucił propozycję ponownego objęcia funkcji sekretarza skarbu i osiadł w Georgii, gdzie pracował jako sędzia, do swojej śmierci 15 września 1834 w Elberton.